# Bulbophyllum reticulatum
Bulbophyllum reticulatum är en orkidéart som beskrevs av James Bateman och Joseph Dalton Hooker. Bulbophyllum reticulatum ingår i släktet Bulbophyllum och familjen orkidéer. Inga underarter finns listade i Catalogue of Life.